# Клёнов, Михаил Евсеевич
Михаил Евсеевич Клёнов (наст. фамилия — Кунцман; род. 20 августа 1954 года в Москве) — советский и российский музыкант, композитор, поэт, автор-исполнитель в стиле русского шансона.

## Биография
Михаил Клёнов окончил Музыкальное училища имени М. М. Ипполитова-Иванова, работал в сопровождающих группах различных гастрольных музыкантов Москонцерта и Росконцерта. Затем проявил себя как композитор, написав в 1986 году песню на стихи Михаила Шаброва «Счастливые часов не наблюдают», которую записал Михаил Боярский. В скором времени эта композиция стала достаточно популярной. В одном из интервью Михаил Клёнов рассказал об этом: «Это была интересная встреча, я свои песни показал Михаилу Боярскому в Москве, он приехал в город, я его встречал на Ленинградском вокзале. Стою, жду, вышел весь вагон, а Боряского нет. Тут выходит проводница и спрашивает, вы Михаила Сергеевича ждёте? Я сказал «да», тогда вышел он, шляпа глубоко на лицо – чтобы никто не узнал. Я показал ему песню «Счастливые часов не наблюдают», ему очень понравилась она. А вот записывали мы её уже в Петербурге, я специально приехал туда и в студии петербургского телевидения мы её записали. Песня стала довольно популярной, в те годы была программа «Утренняя почта» и она там несколько раз звучала. Михаил Сергеевич пел её довольно долго.». Впоследствии Клёнов сочинил песню «Ночной экспресс» для Николая Караченцова, песню «Не говори ты мне прощай» для Валентины Толкуновой, писал песни на стихи Бориса Дубровина, Игоря Шаферана, Михаила Шаброва, Юрия Гуреева, стал выступать как автор-исполнитель собственных песен в стиле «русского шансона». Начал выступать с сольными концертами. Но первое признание пришло не в Москве, а в Париже, куда вскоре уехала жить его жена. Сам же Михаил остался гражданином России, но часто с начала 1990-х годов жил и выступал во Франции.
Его песни — синтез городского романса, бардовско-шансонного жанра в традициях Александра Галича и Владимира Высоцкого и актёрской песни. В концертах теперь звучат песни вышеперечисленных жанровых увлечений Михаила Кленова, а также его фортепианные пьесы. Но большую часть времени в 1998—2000 годах он снова проводит во Франции, редко выступая дома, в России.

## Дискография
- 1990 — «Дебют» (винил)
- 1991 — «Судьба-шарманка» (магнитоальбом)
- 1994 — «Воровка-жизнь» (CD)
- 1996 — «Плохие гости» (CD)

## Известные песни
- «Счастливые часов не наблюдают» (музыка Михаила Клёнова, слова Михаила Шаброва), исполняет Михаил Боярский
- «Ночной экспресс» (музыка Михаила Клёнова, слова Александра Жигарева), исполняет Николай Караченцов
- «Не говори: прощай!» (музыка Михаила Клёнова, слова Бориса Дубровина), исполняет Валентина Толкунова
- «Судьба-шарманка» (музыка и слова Михаила Клёнова), исполняет Михаил Клёнов
- «Закоулочки души» (музыка и слова Михаила Клёнова), исполняет Михаил Клёнов
- «Поминальный вальс» (музыка и слова Михаила Клёнова), исполняет Михаил Клёнов
- «Добрых снов, малыш!» (музыка Михаила Клёнова, слова Бориса Дубровина), исполняет Михаил Клёнов
- «Две судьбы» (музыка Михаила Клёнова, слова Игоря Шаферана), исполняет Михаил Клёнов
- «Воровка-жизнь» (музыка и слова Михаила Клёнова), исполняет Михаил Клёнов
- «Се ля ви» (музыка и слова Михаила Клёнова), исполняет Михаил Клёнов
- «Чечёточка» (музыка и слова Михаила Клёнова), исполняет Михаил Клёнов
- «Чёрный ворон» (музыка и слова Михаила Клёнова), исполняет Михаил Клёнов
- «Жизнь моя» (музыка Михаила Клёнова, слова Александра Блока), исполняет Михаил Клёнов
- «Возвращение к матери» (музыка и слова Михаила Клёнова), исполняет Михаил Клёнов
- «Хрипит пластинка» (музыка и слова Михаила Клёнова), исполняет Михаил Клёнов
- «Опасная зона» (музыка и слова Михаила Клёнова), исполняет Михаил Клёнов
- «Потанцуем в тишине» (музыка и слова Михаила Клёнова), исполняет Михаил Клёнов[7]